# 加藤結李愛
加藤 結李愛（かとう ゆりあ、2003年2月15日 - ）は、日本将棋連盟所属の女流棋士。女流棋士番号は65。宮城県仙台市出身。石田和雄九段門下。N高等学校卒業。

## 棋歴

### 女流棋士になるまで
小学2年生の時、将棋日本シリーズと同時開催の「テーブルマークこども大会」参加賞の駒形消しゴムが欲しくなり、兄に教わって将棋を始めた。
2016年4月、関東研修会にD1で入会。2017年9月、関東研修会の例会で6連勝してC1に昇級し、女流3級となる権利を得た。その後、女流棋士資格申請を行い、2018年4月1日付で関東所属の女流棋士3級となった。これより2年以内に女流2級に昇級すると正式に女流棋士と認定される。
2018年7月7日、第12期マイナビ女子オープン一斉予選決勝で水町みゆを破って本戦出場を決め、「マイナビ女子オープン本戦入り（女流1級への昇級条件）」とし、昇級規定「『女流棋士昇段級規定』の女流1級に該当した場合」を満たして、同日付で女流2級に昇級し、正式な女流棋士となり、女流棋士番号65を付与された。
石田和雄九段門下には、一番弟子の勝又清和、初代叡王（第3期）となった高見泰地をはじめとする多数の棋士がいるが、女流棋士は加藤が初である。

### 女流棋士として
2019年度、第27期大山名人杯倉敷藤花戦で活躍を見せた。2019年6月13日の4回戦で香川愛生に勝利して「倉敷藤花戦ベスト8」の規定を満たし、女流1級に昇級した。同年8月25日の準々決勝で井道千尋に勝利して「倉敷藤花戦ベスト4」の規定を満たし、女流初段に昇段した。続いて同年9月19日の準決勝で谷口由紀に勝利して挑戦者決定戦に進出したが、同年9月25日の挑戦者決定戦で伊藤沙恵に敗れてタイトル初挑戦を逸した。
2022年度、第7回YAMADA女流チャレンジ杯において順調に勝ち進み決勝進出。2023年1月3日に群馬県高崎市で公開対局として行われた決勝において、堀彩乃女流1級に勝利し、女流棋戦初優勝した。
2023年度、第31期倉敷藤花戦で本戦を勝ち進み、5期ぶり2度目の決勝進出するも、挑戦者決定戦で西山朋佳に敗れ、またもやタイトル挑戦を逃す結果となった。
2024年7月13日に行われた第18期マイナビ女子オープン一斉予選の1回戦において木村朱里女流初段に勝利し、「女流初段昇段後公式戦70勝」の規定を満たして同日付で女流二段に昇段した。

## 棋風
居飛車党。

## 人物
- 趣味は音楽鑑賞、フラッシュ暗算[1]。
- 好きな食べ物はグラタン[14]。
- 2018年6月現在、連続テレビ小説を熱心に観ている[14]。
- 2018年6月に東北高等学校公式サイトに掲載されたインタビューで、できれば1年以内に女流2級に昇級して正式な女流棋士になりたい、と抱負を述べた[14]。その1か月後に女流2級昇級を達成した[15]。
- 2018年4月、女流棋士3級になると同時に東北高等学校に入学したが[1][14]、2年生に進級した2019年4月[16]、通信制高校（N高等学校[17]）に転入した[16]。加藤は「高校に1年間通ってみて、やっぱり将棋の時間をもっと増やしたいと思ったことが転入の最も大きな理由です。」と語っている[16]。N高等学校を2021年3月31日に卒業し、そのことを同日付で公表した[18]。
- 加藤は先天性の筋疾患を有している[16][19]。これを考慮した日本将棋連盟は、2019年9月4日、東京・将棋会館および関西将棋会館における加藤の今後の対局を、テーブルと椅子で行うことを発表した[19]。
- 目指している女流棋士像に、子供の頃から憧れている鈴木環那の名前を挙げている[16]。
- 2021年4月より仙台市に開設される日本将棋連盟「東北研修会」の指導担当を務める[20]。

## 昇段・昇級履歴
研修会
- 2016年04月00日 ： 関東研修会入会（D1クラス）
- 2017年09月00日 ： 関東研修会C1クラス昇級

女流棋士
- 2018年04月01日 ： 女流3級（研修会C1クラス昇級）= 女流仮会員[1]
- 2018年07月07日 ： 女流2級（マイナビ女子オープン本戦入り）= プロ入り[4][注 1]
- 2019年06月13日 ： 女流1級（倉敷藤花戦ベスト8）[8]
- 2019年08月25日 ： 女流初段（倉敷藤花戦ベスト4、女流通算15勝）[9]
- 2024年07月13日 ： 女流二段（勝数規定／女流初段昇段後70勝、女流通算85勝63敗）[13][22][23][24]

## 主な成績

### 棋戦優勝
- YAMADA女流チャレンジ杯 - 1回（第7回=2022年度）

### 在籍クラス
| 2021 | 1 | 順位決定トーナメント戦49位 | 順位決定トーナメント戦49位 | 順位決定トーナメント戦49位 | 順位決定トーナメント戦49位 | 順位決定トーナメント戦49位 |     |
| 2022 | 2 |                            |                            |                            |                            | D08                        | 7-1 |
| 2023 | 3 |                            |                            |                            | C15                        |                            | 5-3 |
| 2024 | 4 |                            |                            |                            | C08                        |                            | 6-2 |
| 2025 | 5 |                            |                            | B10                        |                            |                            |     |
| 女流順位戦の 枠表記 は挑戦者。右欄の数字は勝-敗(番勝負/PO含まず)。 順位戦の右数字はクラス内順位 ( x当期降級点 / *累積降級点 / +降級点消去 ) |   |                            |                            |                            |                            |                            |     |

### 年度別成績
| 年度             | 対局数 | 勝数 | 負数 | 勝率   | (出典) | 女流通算成績 | 女流通算成績 | 女流通算成績 | 女流通算成績 | 女流通算成績 |
| ---------------- | ------ | ---- | ---- | ------ | ------ | ------------ | ------------ | ------------ | ------------ | ------------ |
| 2018年度         | 13     | 5    | 8    | 0.3846 | [ 25 ] | 対局数       | 勝数         | 負数         | 勝率         | (出典)       |
| 2019年度         | 27     | 18   | 9    | 0.6666 | [ 26 ] | 40           | 23           | 17           |              |              |
| 2020年度         | 17     | 5    | 12   | 0.2941 | [ 27 ] | 57           | 28           | 29           |              |              |
| 2018-2020 (小計) | 57     | 28   | 29   |        |        | 女流通算成績 | 女流通算成績 | 女流通算成績 | 女流通算成績 | 女流通算成績 |
| 年度             | 対局数 | 勝数 | 負数 | 勝率   | (出典) | 対局数       | 勝数         | 負数         | 勝率         | (出典)       |
| 2021年度         | 22     | 13   | 9    | 0.5909 | [ 28 ] | 79           | 41           | 38           | 0.5189       | [ 29 ]       |
| 2022年度         | 30     | 21   | 9    | 0.7000 | [ 30 ] | 109          | 62           | 47           | 0.5688       | [ 31 ]       |
| 2023年度         | 26     | 13   | 13   | 0.5000 | [ 32 ] | 135          | 75           | 60           | 0.5555       | [ 33 ]       |
| 2024年度         | 35     | 24   | 11   | 0.6857 | [ 34 ] | 170          | 99           | 71           | 0.5823       | [ 35 ]       |
| 2021-2024 (小計) | 78     | 47   | 31   |        |        |              |              |              |              |              |
| 通算             | 170    | 99   | 71   | 0.5823 | [ 35 ] |              |              |              |              |              |
| 2024年度まで     |        |      |      |        |        |              |              |              |              |              |